# Ebb Tide (film 1915)
Ebb Tide è un cortometraggio muto del 1915 diretto da Colin Campbell.

## Produzione
Il film fu prodotto dalla Selig Polyscope Company.

## Distribuzione
Distribuito dalla General Film Company (o V-L-S-E), il film - un cortometraggio in tre bobine - uscì nelle sale cinematografiche statunitensi l'8 luglio 1915.